# Pélussin
Pélussin är en kommun i departementet Loire i regionen Auvergne-Rhône-Alpes i centrala Frankrike. Kommunen ligger i kantonen Pélussin som tillhör arrondissementet Saint-Étienne. År 2022 hade Pélussin 3 665 invånare.

## Befolkningsutveckling
Antalet invånare i kommunen Pélussin
| Referens: INSEE |